# May Menassa

May Menassa

May Abdelsater Menassa, auch May Manassa, Mai Mansi, arabisch مي منسى, DMG Mayy Manassā‎ (geboren 20. Juli 1939 in Beirut; gestorben 19. Januar 2019 in Beirut), war eine libanesische Journalistin, Schriftstellerin, Chefredakteurin, Kritikerin und Übersetzerin. Sie arbeitete als erste Frau beim libanesischen staatlichen Fernsehsender Télé Liban, seit 1969 in der Kulturredaktion der libanesischen Tageszeitung An-Nahar und war Chefredakteurin des Magazins Jamalouki. Sie veröffentlichte zehn Romane und erhielt den libanesischen Nationalen Verdienstorden.

## Leben

### Jugend
May Menassa wurde in eine maronitische Familie geboren. Sie ist die Schwester der libanesisch-französischen Dichterin Vénus Khoury-Ghata und die Cousine von Latifé Moultaka, einer Schauspielerin und Zad Moultaka, einer Komponistin. Ihr Vater war zur Zeit des französischen Völkerbundmandats für Syrien und Libanon Dolmetscher beim französischen Hochkommissariat und vermittelte seinen vier Kindern Strenge und die Liebe zur französischen Sprache. Er las ihnen vor dem Einschlafen Bücher wie Les Misérables von Victor Hugo vor. Ihre Mutter war eine einfache Bäuerin. Menassa hatte drei Geschwister. Ihr Bruder wurde vom Vater mit seinem Wunsch zu schreiben nicht anerkannt, erkrankte an Schizophrenie und wurde in eine psychiatrische Klinik eingewiesen, wo er bald starb. Die beiden älteren Schwestern wandten sich dann ihrerseits dem Schreiben zu.
Menassa studierte französische Literatur an der École supérieure des lettres Beyrouth. Sie heiratete, bekam ihren Sohn Walid Menassa, ließ sich später aber wieder scheiden und lebte fortan allein. Ihr Sohn hat inzwischen zwei Töchter.

### Journalistin
May Menassa begann ihre journalistische Karriere 1959 und war damals die erste Frau im libanesischen Fernsehen. Sie war Gastgeberin der Talkshow „Frauen von heute“ (nisa' alyawm / نساء اليوم), die im staatlichen Fernsehsender Télé Liban ausgestrahlt wurde. Allerdings störte sie sich immer an der zeitlichen Beschränkung, die sie durch dieses Format hatte. So nahm sie zehn Jahre später, 1969, das Angebot zu den Print-Medien zu wechseln, dankbar an und stieg bei der Feuilleton-Redaktion der libanesischen Zeitung An-Nahar ein, wo sie als Literatur- und Musikkritikerin arbeitete. Während ihrer Zeit bei An-Nahar schrieb sie über Menschen, den Libanon und die Natur, aber nie über Politik. Sie fühlte sich privilegiert, mit den beiden Dichtern Unsi Al Hajj und Shawqi Abu Shakra bei An-Nahar arbeiten zu dürfen und ließ sich auch von ihnen und ihrer Arbeit inspirieren. 1986 verließ sie An-Nahar, um Chefredakteurin einer in der arabischen Welt weit verbreiteten Frauenzeitschriften namens Jamalouki zu werden.

### Während des libanesischen Bürgerkriegs
Sie war 34 Jahre alt, als 1975 der libanesische Bürgerkrieg begann. Während dieses Krieges setzte sie ihre Arbeit als Journalistin fort und besuchte Regionen, in denen beide Kriegsparteien kämpften. Sie beobachtete, wie die Menschen dort trotz allem, was um sie herum geschah, lebten.
May Menassa hat nie daran gedacht auszuwandern, aber sie hat immer dafür gekämpft, dass das Richtige gesagt wird. Ihre Vision war, dass die Menschen in ihrem Land, dem Libanon, sich die Hände geben sollten, ohne Rücksicht darauf, wer ihr Anführer ist, um ein neues, besseres Land aufzubauen.

### Kulturelles und soziales Engagement
May Menassa war Ausschussmitglied bei den Al-Bustan-Festivals, einem jährlich in Beit Méry stattfindenden internationalen Festival für Musik und darstellende Kunst. Sie war auch Mitglied der Gesellschaft zum Schutz der Umwelt sowie von Auxilia, einer humanitären NGO-Organisation zur Bewältigung von Problemen nach dem Bürgerkrieg, und Sesobel, einem Zentrum für autistische Kinder und ihre Familien. Außerdem nahm sie jährlich an mehr als zehn Konferenzen teil und sprach über Journalismus, Kultur und insbesondere über die Bedeutung von Frauen in diesen beiden Berufen. Die libanesische Kultur war das Hauptthema, über das sie auf ausländischen Kongressen sprach.

### Tod
May Menassa ist am 19. Januar 2019 im Alter von 80 Jahren gestorben. Die Trauerfeier fand statt in der Kirche Saint-Maron im Beiruter Stadtteil Gemmayzeh. Anwesend waren Kulturminister Ghattas Khoury, der den Präsidenten der Republik vertrat, der General Michel Aoun als Vertreter von Premierminister Saad Hariri, der Abgeordnete Ibrahim Azar als Vertreter des libanesischen Parlamentspräsidenten Nabih Berri, der Sprecher des Parlaments, Hussein Housseiny, der Informationsminister Melhem Riachy als Vertreter des libanesischen Streitkräftechefs Samir Geagea,.der Bildungsminister Marwan Hamadeh, das Zeitungsteams von An-Nahar, die Familie der Verstorbenen, weitere Vertreter von Politik und Kultur und Medienvertreter. Im Anschluss an die Trauerfeierlichkeiten erhielt May Menassa den libanesischen Nationalen Verdienstorden. Sie wurde neben ihrer Mutter in Bscharri beigesetzt.

## Literarisches Wirken
Angeregt durch ihren Vater und das Studium hatte Menassa fundierte Kenntnisse der französischen Literatur. Bevor sie Schriftstellerin wurde, war sie eine eifrige Leserin. In einem Interview mit der Journalistin Nadia Nouaihed erklärte sie, ihre Lieblingsschriftsteller und -dichter seien Jean Racine, Arthur Rimbaud, Victor Hugo, Molière und viele andere Autoren der französischen Literatur. Aber auch die arabische Literatur interessierte sie. So las sie Bücher von Nagib Mahfuz, Khalil Gibran, Mikhail Naimy, Tawfiq Yusuf Awwad und anderen moderneren Schriftstellern.
Noch während ihrer Zeit bei An-Nahar riet ihr Ghassan Tueni, einer ihrer engsten Freunde und Eigentümer von An-Nahar, Romane zu schreiben. Sie hat mehr als zehn Romane und zwei Kinderbücher geschrieben, wie zum Beispiel ihr erstes Buch, das sie auf Französisch schrieb: „Le jardin de Sarah“ (Der Garten von Sarah).

« Lass den Traum Dein Leben verschlingen, damit das Leben Deinen Traum nicht verschlingt »

1998 veröffentlichte sie den Roman auf Arabisch: „Awrāq min dafātir šaǧarat rummān“ (أوراق من دفاتر شجرة رمان; Blätter aus den Notizbüchern eines Granatapfelbaums), der von der Tragödie der eigenen Familie handelt: der Krankheit ihres Bruders. Dieselbe Tragödie wurde auch von Vénus Khoury-Ghata in ihrem französischen Roman „Une maison au bord des larmes“ (Ein Haus am Abgrund der Tränen) aufgegriffen. Die Schwestern veröffentlichten diese Bücher zur gleichen Zeit, die eine in Beirut, die andere in Paris.
Für ihre Romane Im Staub gehen und Ich tötete meine Mutter, um zu leben wurde Menassa 2008 bzw. 2019 jeweils für den International Prize for Arabic Fiction (IPAF) nominiert.

## Veröffentlichungen
Obwohl Menassa ihren Master in Französischer Literaturwissenschaft gemacht hatte, schrieb sie meist auf Arabisch. Einige wenige Bücher sind ins Französische übersetzt worden.

### Romane
- 1998: Awrāq min dafātir šaǧarat rummān (أوراق من دفاتر شجرة رمان, Blätter aus den Notizbüchern eines Granatapfelbaums).
  - 2012: Sous les branches du grenadier. Aus dem Arabischen ins Französische übersetzt von Antoine Jockey. Encre d'Orient, Paris 2012, ISBN 978-2-36243-046-6.
  - 2012: A Pomegranate Notebook (Das Granatapfel-Notizbuch). In: Roseanne Saad Khalaf (Hrsg.): Hikayat. Short Stories by Lebanese Women. Saqi, New York 2012 (englisch). (Übersetzt wurde ein Kapitel aus dem Roman.)
- 2000: Ṣafaḥāt min daftar mulaḥaẓāt an-nazīl (صفحات من دفتر ملاحظات النزيل, Seiten aus dem Notizbuch eines Häftlings).
- 2001: Awrāq min dafātir saǧīn (أوراق من دفاتر سجين)
- 2002: al-Mašhad al-aḫīr (المشهد الأخير, Die letzte Szene)
- 2006: Antaʿilu l-ġubār wa-amšī (أنتعل الغبار وأمشي, Laufen im Staub; englisch: Walking in the Dust)
  - 2008: Ein Kapitel wurde von Paula Haidar ins Englische übersetzt und in der Zeitschrift Panibal veröffentlicht.
- 2008: as-Sāʿa ar-ramliyya (الساعة الرملية, Die Sanduhr)
- 2009: Ḥīna yašuqqu l-faǧr qamīṣa (حين يشق الفجر قميصه, Wenn die Morgenröte das Hemd zerreißt)
- 2012: Mākinat al-ḫiyāta (ماكنة الخياطة, Die Nähmaschine)
- 2017: Tamāṯīl muṣaddaʿa (تماثيل مصدعة)
- 2018: Qataltu ummī li-aḥyā (قتلت أمي لاحيا, Ich habe meine Mutter getötet, um zu leben)
- 2019: aṭ-Ṭifl bi-ʿuyūn malīʾa bi-d-dumūʿ (الطفل بعيون مليئة بالدموع, Das Kind mit Augen voller Tränen). Ein Buch über den Krieg in Syrien. Das Buch ist 2 Monate nach ihrem Tod erschienen.
  - 2019: L'enfant aux yeux pleins de larmes. Erik Bonnier, Paris 2019, ISBN 978-2-36760-168-7.

### Kinderbücher
- 2004: Dans le jardin de Sarah. Ein Kinderbuch. Dar An-Nahar, Beirut, Lebanon 2004, ISBN 978-9953-74-028-7 (französisch). Widmete Menassa ihren beiden Enkelinnen.[15]
  - 2005: Fī ḥadīqat Sāra (في حديقة سارة, Im Garten von Sarah), ein Kinderbuch.
- 2009: ar-Rūḥ, li-māḏā yaǧib an nuʿīdahā? (الروح، لماذا يجب أن نعيدها؟, Warum müssen wir die Seele zurückgeben?), ein Kinderbuch.
  - 2009: L'âme, pourquoi faut-il la rendre? Illustriert von Ralph Doumit. Dar An-Nahar, Beirut 2009, ISBN 978-9953-74-235-9.